# Jean Dubuisson
Jean René Julien Dubuisson (* 18. September 1914 in Lille; † 22. Oktober 2011 in Nîmes) war ein französischer Architekt, der als einer der führenden Praktiker der französischen Nachkriegsjahre gilt.

## Werdegang

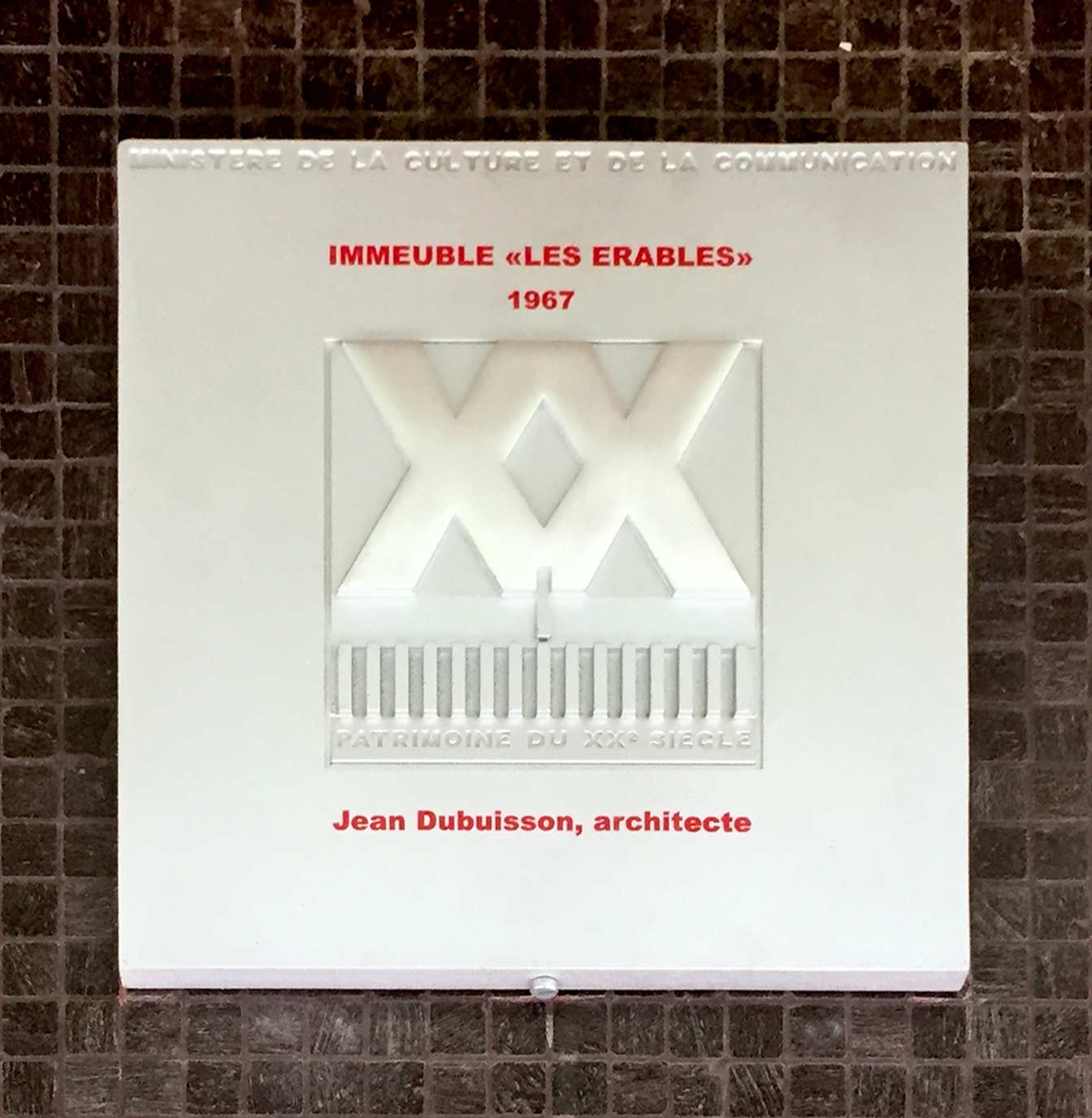
Auszeichnung „Patrimoine du XX^{e} siècle“ des Ministeriums für Kultur und Kommunikation am Gebäude „Les Érables“ in La Duchère (Lyon)

Dubuisson war der Sohn des Architekten Émile Dubuisson (1873–1947) und begann zunächst ein Architekturstudium an der École des Beaux-Arts in Lille, das er an der École des Beaux-Arts in Paris fortsetzte. 1939 erwarb er im Atelier von Emmanuel Pontremoli sein Diplom. 1943 belegte er beim Prix de Rome den zweiten Platz, 1945 den ersten Platz. Anschließend lebte er von 1946 bis 1949 in der Villa Medici in Rom sowie in Athen.
Im Rahmen des Wiederaufbaus nach den massiven Zerstörungen während des Zweiten Weltkriegs belegte Dubuisson bei einem Straßburger Architekturwettbewerb von 1951 den zweiten Platz hinter Eugène Beaudouin, was zu einer Beauftragung zum Bau von Wohnprojekten durch die Regierung führte.
Jenseits der klassischen Architektur, die er an der École des Beaux-Arts und auf seinen Reisen in Italien und Griechenland erlernte, ließ sich Dubuisson stark von Mies van der Rohe, Arne Jacobsen und Walter Gropius beeinflussen. Dubuisson gilt als eine der Hauptfiguren in der Architektur der Nachkriegszeit in Frankreich, vor allem in Bezug auf Wohnungen: das „SHAPE Village“ in Saint-Germain-en-Laye (1951–1952), La Caravelle in Villeneuve-la-Garenne (1959–1967) und die Wohnblöcke von Maine-Montparnasse in Paris (1959–1964). Insgesamt entwarf er dabei auch etwa 20.000 Sozialwohnungs-Einheiten. Er ist auch für das Musée national des arts et traditions populaires in Paris bekannt.
Der Designer Sylvain Dubuisson (* 1946) ist ein Sohn von Jean Dubuisson.

## Ausgewählte Projekte

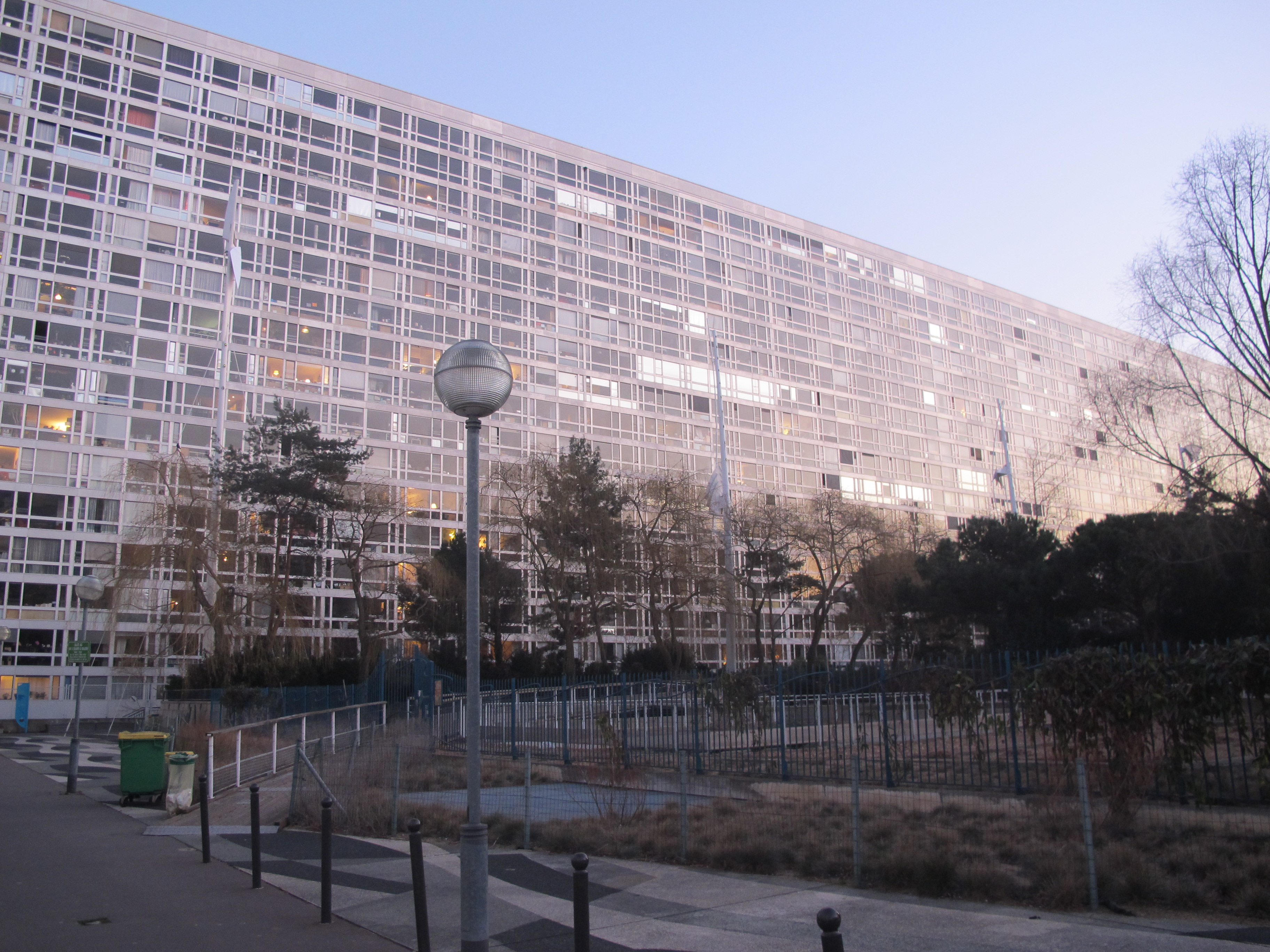
Mouchotte-Gebäude am Gare Montparnasse, vom Jardin Atlantique aus gesehen
„Les Érables“ in La Duchère (Lyon)
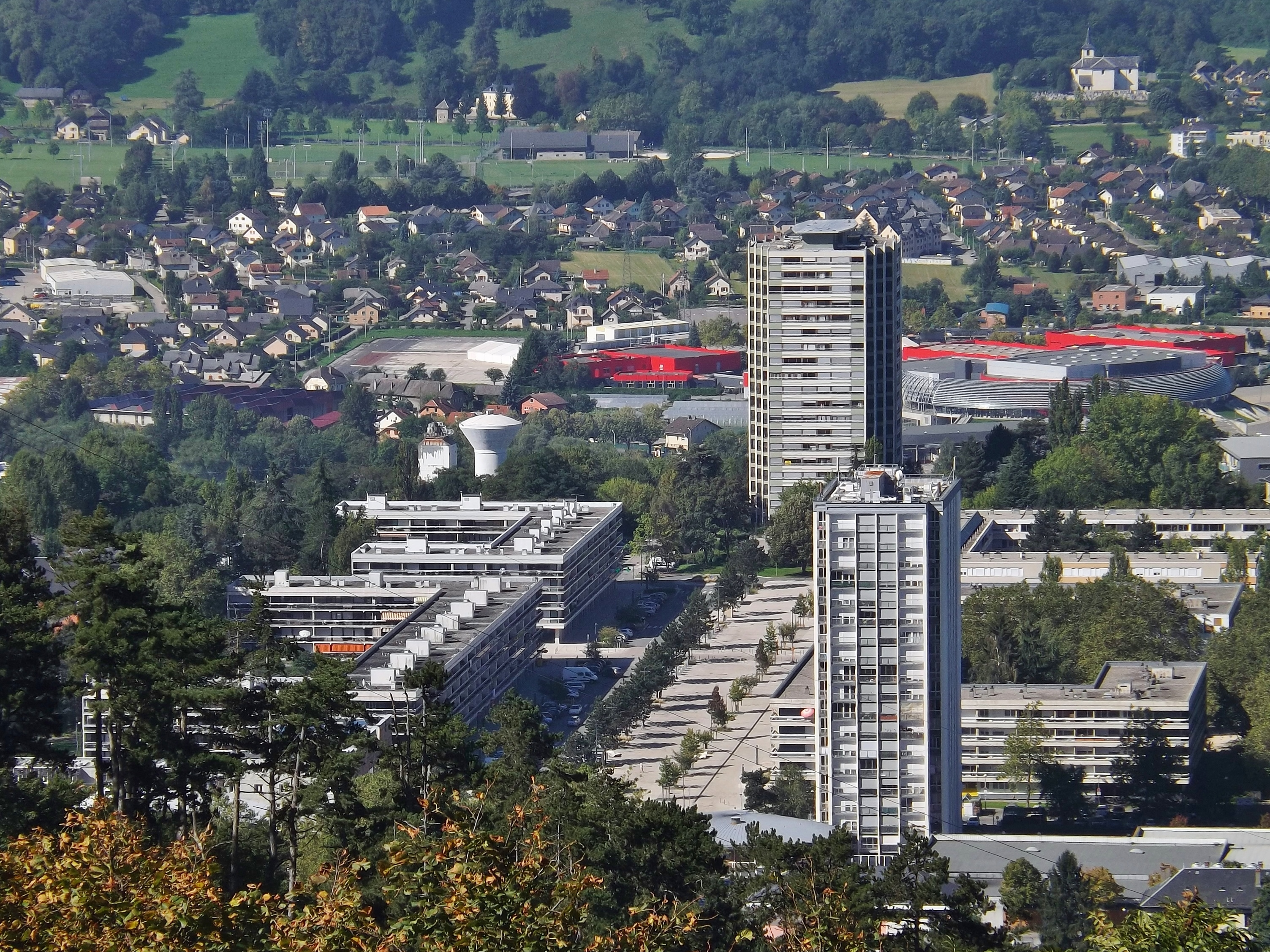
„Les Hauts de Chambéry“
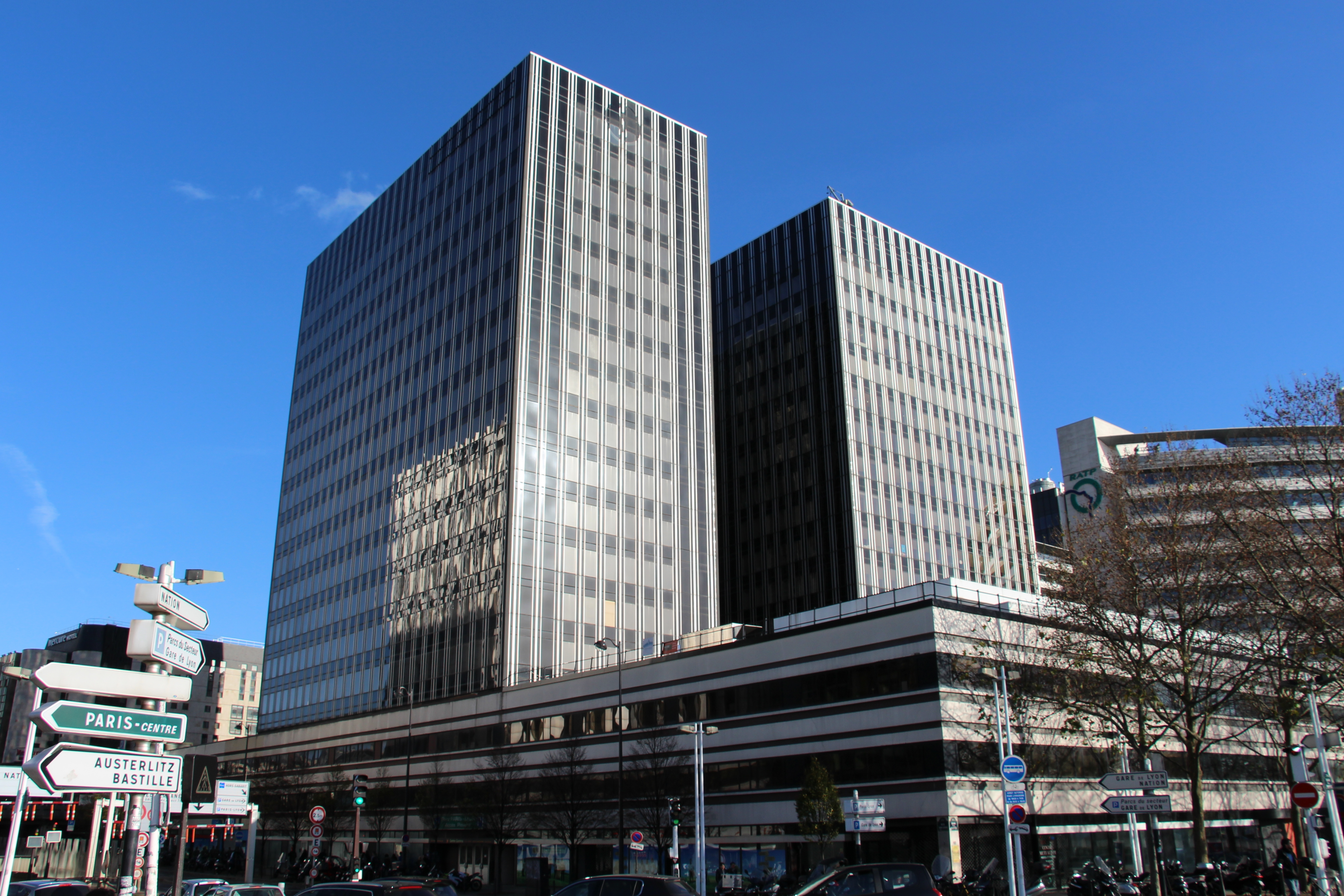
Büro-Hochhäuser in der Rue de Bercy am Gare de Lyon
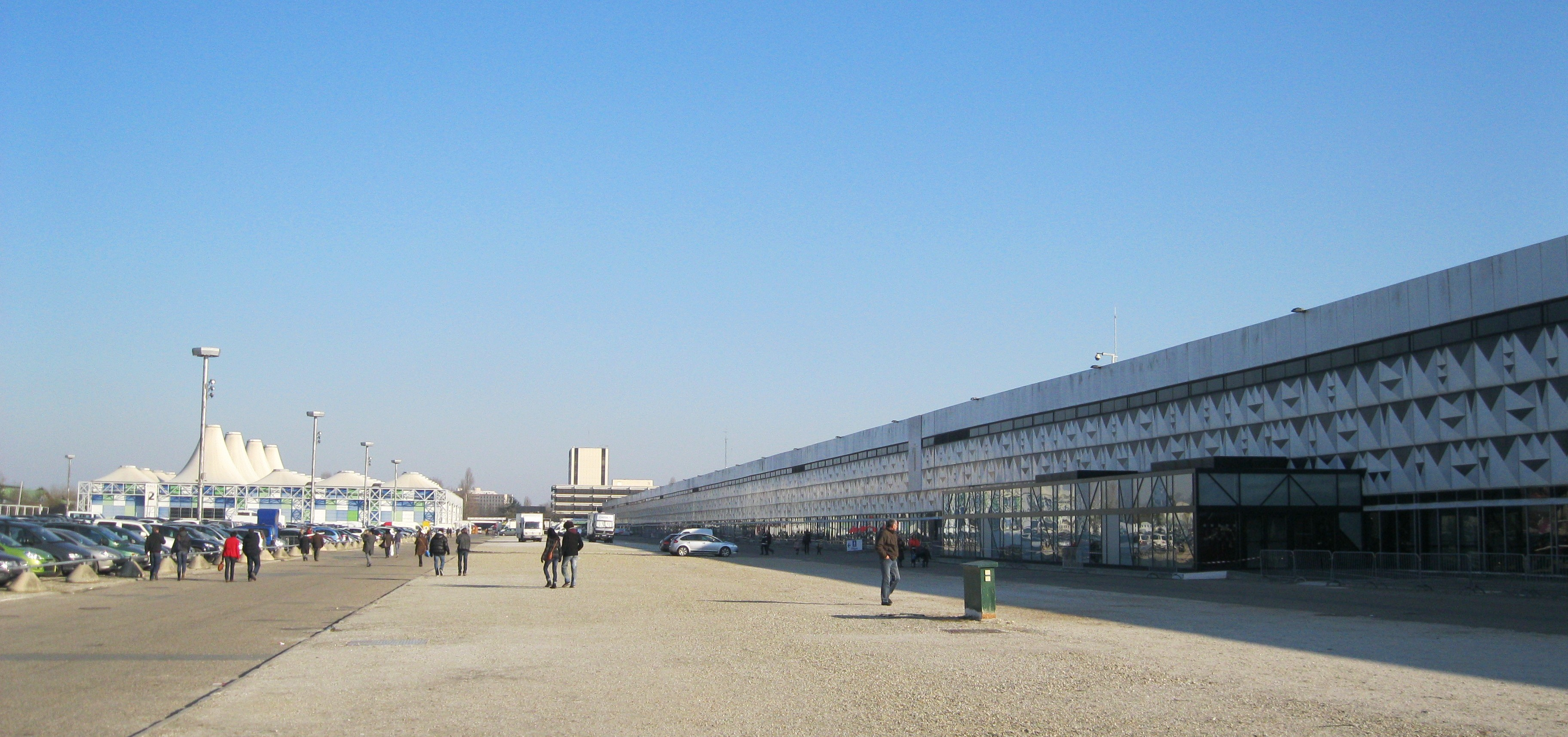
Halle 1 im Parc des Expositions de Lac, Bordeaux in Zusammenarbeit mit Francisque Perrier

- 1948: Botanischer Garten in Lille
- 1951: SHAPE Village in Saint-Germain-en-Laye (263 Einheiten)
- 1952–1956: Wohnprojekt „Résidence du parc“ in der Rue Lacépède in Croix (Nord)
- 1953: Wohnprojekt im Bahnhofsviertel und in der Rue de la Marne in Saint-Lô
- 1954–1962: Wohnprojekte „Les Hauts-Champs“ und „Terrains Cavrois“ in Roubaix
- 1955–1964: Wohnprojekt „Les Basses-Terres“ in Pierrefitte-Stains (Département Seine-Saint-Denis)
- 1957–1973: Crédit Lyonnais Hochhaus, in La Défense, Puteaux (abgerissen)
- 1958–1966: Mouchotte-Gebäude in der Rue du Commandant-René-Mouchotte in Paris
- 1959–1967: Wohnbauprojekt in La Caravelle in Villeneuve-la-Garenne
- 1961–1964: Cormontaigne Residenz in Thionville
- 1961–1967: Parc Saint-Maur Residenz in der Rue Réaumur in Lille (726 Einheiten)
- 1962: Gebäude in der Avenue de la Bourdonnais 63 in Paris mit Michel Jausserand und Olivier Vaudou
- 1962–1980: „Les Hauts de Chambéry“ (Stadtentwicklung)
- 1964–1973: Stadtentwicklung Borny in Metz
- 1964: Kirche Saint-Louis in Belfort
- 1964–1967: Wohngebäude „Les Érables“ in La Duchère, Lyon
- 1965–1977: Sitz der CFS in Rocquencourt (Yvelines), heute Le Chesnay-Rocquencourt
- 1966–1970: Wohnhaus André Weil in Pontpoint
- 1967: Lycée d'État mixte (heute Lycée Madame de Staël) in Montluçon
- 1969: Musée national des arts et traditions populaires im Bois de Boulogne, Paris
- 1969: Ausstellungspavillon im Parc des Expositions de Lac, Bordeaux in Zusammenarbeit mit Francisque Perrier
- 1969: Athéna Port Residence, 1390 Boulevard des Graviers, Bandol
- 1969–1971: Beratender Architekt für den Bau des Kernkraftwerk Saint-Laurent (in Zusammenarbeit mit Jean de Mailly).
- 1972: Wohnprojekt „Porte-Verte“, 13 avenue du Général-Pershing, in Versailles